# Atimura terminata
Atimura terminata là một loài bọ cánh cứng trong họ Cerambycidae.